# إي. ألين ارين
إي. ألين ارين (بالإنجليزية: E. Alyn Warren) هو ممثل أمريكي، ولد في 2 يونيو 1874 في الولايات المتحدة، وتوفي بنفس المكان في 22 يناير 1940.

## أعمال

### أفلام
- (1931) روح حرة
- (1939) ذهب مع الريح[2][3]

## وصلات خارجية
- إي. ألين ارين على موقع IMDb (الإنجليزية)
- إي. ألين ارين على موقع ألو سيني (الفرنسية)
- إي. ألين ارين على موقع أول موفي (الإنجليزية)
- إي. ألين ارين على موقع قاعدة بيانات الأفلام السويدية (السويدية)
- إي. ألين ارين على موقع قاعدة بيانات الفيلم (الإنجليزية)
- إي. ألين ارين على موقع كينوبويسك (الروسية)